# Euchalcia beckeri
Euchalcia beckeri är en fjärilsart som beskrevs av Otto Staudinger 1861. Euchalcia beckeri ingår i släktet Euchalcia och familjen nattflyn. Inga underarter finns listade i Catalogue of Life.